# 러시아-몽골 관계
러시아-몽골 관계는 소련이 몽골 인민공화국을 지원했던 공산주의 시대 이후 전통적으로 강력했다. 몽골과 러시아는 공산주의 이후 시대에도 여전히 동맹국이다. 러시아는 울란바토르에 대사관이 있고 두 개의 총영사관(다르칸과 에르데네트)이 있다. 몽골은 모스크바에 대사관, 3개의 총영사관(이르쿠츠크, 키질, 울란우데), 예카테린부르크에 지부를 두고 있다. 두 나라는 모두 유럽안보협력기구의 정회원이다(러시아는 참가국이고 몽골은 파트너이다).
2017년 조사에 따르면 몽골인의 90%는 러시아에 대해 호의적인 견해를 갖고 있으며(38%는 '강하게', 52%는 '다소' 호감), 8%는 부정적인 견해(2%는 '강하게', 6%는 '다소' 부정)를 나타냈다.